# Каркамыш
Каркамыш (тур. Karkamış) — город и район в провинции Газиантеп (Турция).

## История
Люди жили в этих местах с доисторических времён. В XVI веке султан Селим I завоевал эти земли и включил их в состав Османской империи. В 1911—1913 годах немецкие инженеры построили здесь мост через реку Евфрат во время прокладки Багдадской железной дороги.
В 2016 году город подвергся обстрелу ИГИЛ со стороны сирийского Джераблуса